# مقبرة 64
مقبرة 64 وتعرف عالميا باسم KV64، وتقع في الوادي الشرقي بوادي الملوك بمصر، وهو اسم أطلق على مساحة معينة أظهر الماسح الرإداري وجود عيوب وفجوات في طبقات الأرض السفلى بها (يعتقد أنها لمقبرة) أثناء إجراء مسح شامل لمنطقة وادي الملوك في إطار مشروع مقابر العمارنة الملكية برئاسة عالم المصريات البريطاني نيكولاس ريفز، ولم يتم إجراء أي أبحاث كشفية بالمنطقة حتى الآن.